# بيير دي جين
بيير دي جين (بالفرنسية Pierre-Gilles de Gennes ) هو عالم فيزياء فرنسي حاز على جائزة نوبل للفيزياء عام 1991 عن ابتكاره طرق دراسة الأنظمة البسيطة للمادة واستخدامها لدراسة الأنظمة المعقدة، وبصفة خاصة السوائل البلورية (بالإنجليزية: liquid crystals)‏ والمبلمرات.
ولد بيير دي جين في 24 أكتوبر 1932 في باريس بفرنسا، وتوفي في 18 مايو 2007م بمدينة أورزاي.

## روابط خارجية
- بيير دي جين على موقع الموسوعة البريطانية (الإنجليزية)
- بيير دي جين على موقع مونزينجر (الألمانية)
- بيير دي جين على موقع إن إن دي بي (الإنجليزية)